# Eagles Live
Albums de The Eagles
The Long Run
(1979) Hell Freezes Over
(1994)
Eagles Live est le premier album live du groupe de rock américain The Eagles, il s'agit d'un double album, sorti en novembre 1980. Le groupe s'était séparé le 31 juillet 1980 juste après leur concert à Long Beach.

## Liste des titres

### Face A
1. "Hotel California" (Felder, Henley, Frey) – 6:55
  - Recorded July 29, 1980, Santa Monica Civic Auditorium
2. "Heartache Tonight" (Henley, Frey, Seger, Souther)– 4:35
  - Recorded July 27, 1980, Santa Monica Civic Auditorium
3. "I Can't Tell You Why" (Schmit, Henley, Frey) – 5:24
  - Recorded July 28, 1980, Santa Monica Civic Auditorium

### Face B
1. "The Long Run" (Henley, Frey) – 5:35
  - Recorded July 27, 1980, Santa Monica Civic Auditorium
2. "New Kid in Town" (Henley, Frey, J. D. Souther) – 5:45
  - Recorded October 22, 1976, The Forum, L.A.
3. "Life's Been Good" (Walsh) – 9:38
  - Recorded July 29, 1980, Santa Monica Civic Auditorium

### Face C
1. "Seven Bridges Road" (Young) – 3:05
  - Recorded July 28, 1980, Santa Monica Civic Auditorium
2. "Wasted Time" (Henley, Frey) – 5:40
  - Recorded October 22, 1976, The Forum, L.A.
3. "Take It to the Limit" (Henley, Frey, Meisner) – 5:20
  - Recorded October 20, 1976, The Forum, L.A.
4. "Doolin-Dalton (Reprise II)" (Henley, Frey, Jim Ed Norman) – 0:44
  - Recorded October 21, 1976, The Forum, L.A.
5. "Desperado" (Henley, Frey) – 4:04
  - Recorded October 21, 1976, The Forum, L.A.

### Face D
1. "Saturday Night" (Meisner, Henley, Frey, Leadon) – 3:55
  - Recorded July 28, 1980, Santa Monica Civic Auditorium
2. "All Night Long" (Walsh) – 5:40
  - Recorded July 27, 1980, Santa Monica Civic Auditorium
3. "Life in the Fast Lane" (Henley, Frey, Walsh) – 5:10
  - Recorded July 31, 1980, Long Beach Arena
4. "Take It Easy" (Browne, Frey) – 5:20
  - Recorded July 27, 1980, Santa Monica Civic Auditorium

## Musiciens

### The Eagles 1980
- Glenn Frey: Guitares, claviers, chants
- Don Henley: Batterie, percussions, chants
- Don Felder: Guitares, chants
- Joe Walsh: Guitares, claviers, chants
- Timothy B. Schmit: Basse, chants

### The Eagles 1976
- Glenn Frey: Guitares, claviers, chants
- Don Henley: Batterie, percussions, chants
- Don Felder: Guitares, chants
- Randy Meisner: Basse, chants
- Joe Walsh: Guitares, claviers, chants

### Musiciens additionnels
- Jage Jackson: Guitares, percussions
- Phil Kenzie: Saxophones
- Vince Melamed: Claviers
- The Monstertones: Chœurs
- Albhy Galuten: Synthetizers
- J.D. Souther: Guitares, piano
- Joe Vitale: Batterie, percussions, claviers, piano électrique, orgue
- Jim Ed Norman: Piano, arrangements.

## Singles
- "Seven Bridges Road"/"The Long Run" - Asylum 47100; sorti le 15 décembre 1980